# Gaobu (köpinghuvudort i Kina, Zhejiang Sheng, lat 30,01, long 120,66)
Gaobu är en köpinghuvudort i Kina. Den ligger i provinsen Zhejiang, i den östra delen av landet, omkring 55 kilometer sydost om provinshuvudstaden Hangzhou. Antalet invånare är 59 233. Befolkningen består av 29 805 kvinnor och 29 428 män. Barn under 15 år utgör 13,0 %, vuxna 15-64 år 76 %, och äldre över 65 år 10,0 %.
Runt Gaobu är det tätbefolkat, med 790 invånare per kvadratkilometer. Närmaste större samhälle är Shaoxing, 8,3 km väster om Gaobu. Trakten runt Gaobu består till största delen av jordbruksmark.
Genomsnittlig årsnederbörd är 2 022 millimeter. Den regnigaste månaden är juni, med i genomsnitt 356 mm nederbörd, och den torraste är januari, med 72 mm nederbörd.